# Campeonato de Primera División B 1968 (Argentina)
El Campeonato de Primera División B 1968 fue el torneo que constituyó la trigésimo quinta temporada de la segunda división de argentina en la era profesional de la rama de los clubes directamente afiliados a la AFA y la vigésima edición de la Primera División B bajo esa denominación. Fue disputado entre el 9 de marzo y el 7 de diciembre por 19 equipos.
Los nuevos participantes fueron Unión (Santa Fe) y Deportivo Español, equipos descendidos de la Primera División, y Liniers, ascendido de la Primera C.
Se consagró campeón Almagro. Sin embargo, ascendieron Unión (Santa Fe) y Deportivo Morón por ganar el Torneo de Reclasificación con Primera División. Por otra parte, descendieron de categoría Villa Dálmine, Sportivo Italiano y Sarmiento (Junín) tras perder el Torneo Reclasificación con Primera C.

## Ascensos y descensos
| Pos | Descendidos de la Primera División B 1967 |
| --- | ----------------------------------------- |
| 6.º | Talleres (RdE)                            |
| 7.º | Central Córdoba (R)                       |
| 9.º | El Porvenir                               |

| Pos | Ascendidos a la Primera División B 1968 |
| --- | --------------------------------------- |
| 4.º | Liniers                                 |

| Pos | Ascendidos a Primera División 1968 |
| --- | ---------------------------------- |
| 3.º | Tigre                              |
| 4.º | Los Andes                          |

| Pos | Descendidos de la Primera División 1967 |
| --- | --------------------------------------- |
| 7.º | Unión (SF)                              |
| 9.º | Deportivo Español                       |

## Equipos
| Equipo                 | Ciudad          |
| ---------------------- | --------------- |
| All Boys               | Buenos Aires    |
| Almagro                | José Ingenieros |
| Almirante Brown        | San Justo       |
| Argentino de Quilmes   | Quilmes         |
| Arsenal FC             | Sarandí         |
| Defensores de Belgrano | Buenos Aires    |
| Deportivo Español      | Buenos Aires    |
| Sportivo Italiano      | Buenos Aires    |
| Deportivo Morón        | Morón           |
| Dock Sud               | Dock Sud        |
| Estudiantes            | Caseros         |
| Excursionistas         | Buenos Aires    |
| Liniers                | San Justo       |
| Nueva Chicago          | Buenos Aires    |
| San Telmo              | Dock Sud        |
| Sarmiento              | Junín           |
| Temperley              | Turdera         |
| Unión (SF)             | Santa Fe        |
| Villa Dálmine          | Campana         |

### Distribución geográfica de los equipos
| Región                                   | Cant. | Equipos |
| ---------------------------------------- | ----- | --- |
| Conurbano bonaerense                     | 11    | Almagro, Almirante Brown, Argentino de Quilmes, Arsenal, Deportivo Morón, Dock Sud, Estudiantes, Liniers, San Telmo, Temperley y Villa Dálmine |
| Ciudad de Buenos Aires                   | 6     | All Boys, Defensores de Belgrano, Deportivo Español, Sportivo Italiano, Excursionistas y Nueva Chicago                                         |
| Provincia de Santa Fe                    | 1     | Unión (SF) |
| Interior de la provincia de Buenos Aires | 1     | Sarmiento (J) |

## Formato

### Torneo regular
En el torneo regular los 19 clubes se enfrentaron entre sí a una sola rueda por el sistema de todos contra todos. El ganador del torneo se consagró campeón.

### Torneo de Reclasificación de Primera División
Los ubicados en los primeros cuatro puestos clasificaron para disputar el Torneo de Reclasificación junto a 6 equipos de la divisional máxima, en dos ruedas por el sistema de todos contra todos. Los mejores 6 clasificaron a Primera División y los 4 restantes debieron disputar la Primera B.

### Torneo Promocional
Los equipos que se ubicaron del quinto al decimotercer puesto disputaron el Torneo Promocional, en dos ruedas por el sistema de todos contra todos. El torneo determino que el ganador del mismo, pueda disputar en la temporada siguiente el reducido por el ascenso a la Primera División, pero si en el campeonato siguiente (en este caso 1969) finalizaba en los últimos seis puestos, no podría jugar el reducido.

### Torneo de Reclasificación de Primera B
Los equipos que se ubicaron del décimo cuarto al décimo noveno puesto disputaron el Torneo de Reclasificación junto a cuatro equipos de la Primera C, en dos ruedas por el sistema de todos contra todos. Los mejores 4 clasificaron a la Primera B y los 6 restantes a la Primera B.

## Torneo regular

### Tabla de posiciones final
| Pos. | Equipo                 | Pts. | PJ | PG | PE | PP | GF | GC | Dif. |
| ---- | ---------------------- | ---- | -- | -- | -- | -- | -- | -- | ---- |
| 1.º  | Almagro                | 26   | 18 | 10 | 6  | 2  | 28 | 14 | 14   |
| 2.º  | Nueva Chicago          | 26   | 18 | 8  | 10 | 0  | 21 | 10 | 11   |
| 3.º  | Unión (SF)             | 25   | 18 | 9  | 7  | 2  | 35 | 14 | 21   |
| 4.º  | Deportivo Morón        | 25   | 18 | 9  | 7  | 2  | 34 | 21 | 13   |
| 5.º  | Arsenal FC             | 25   | 18 | 9  | 7  | 2  | 33 | 19 | 14   |
| 6.º  | Estudiantes            | 20   | 18 | 7  | 6  | 5  | 20 | 23 | −3   |
| 7.º  | Defensores de Belgrano | 18   | 18 | 7  | 4  | 7  | 37 | 31 | 6    |
| 8.º  | Excursionistas         | 18   | 18 | 8  | 2  | 8  | 28 | 31 | −3   |
| 9.º  | Temperley              | 18   | 18 | 6  | 6  | 6  | 17 | 19 | −2   |
| 10.º | Argentino de Quilmes   | 17   | 18 | 7  | 3  | 8  | 23 | 26 | −3   |
| 11.º | All Boys               | 16   | 18 | 5  | 6  | 7  | 20 | 19 | 1    |
| 12.º | Deportivo Español      | 16   | 18 | 5  | 6  | 7  | 18 | 19 | −1   |
| 13.º | Liniers                | 15   | 18 | 3  | 9  | 6  | 18 | 25 | −7   |
| 14.º | Sarmiento              | 13   | 18 | 5  | 3  | 10 | 24 | 36 | −12  |
| 15.º | San Telmo              | 13   | 18 | 5  | 3  | 10 | 18 | 26 | −8   |
| 16.º | Almirante Brown        | 13   | 18 | 3  | 7  | 8  | 18 | 30 | −12  |
| 17.º | Villa Dálmine          | 13   | 18 | 4  | 5  | 9  | 16 | 25 | −9   |
| 18.º | Dock Sud               | 13   | 18 | 3  | 7  | 8  | 16 | 27 | −11  |
| 19.º | Sportivo Italiano      | 12   | 18 | 2  | 8  | 8  | 31 | 40 | −9   |

|  | Se consagró campeón y clasificó al Torneo de reclasificación de Primera División. |
|  | Clasificó al Torneo de reclasificación de Primera División.                       |
|  | Clasificó al Torneo Promocional.                                                  |
|  | Clasificó al torneo de reclasificación de Primera B.                              |

## Resultados
El Torneo Regular se jugó a una sola rueda de partidos.
| Fecha 1                | Fecha 1   | Fecha 1              | Fecha 1                | Fecha 1     | Fecha 1 |
| Local                  | Resultado | Visitante            | Estadio                | Fecha       |         |
| ---------------------- | --------- | -------------------- | ---------------------- | ----------- | ------- |
| Temperley              | 1 - 0     | Villa Dálmine        | Temperley              | 9 de marzo  |         |
| Almirante Brown        | 0 - 1     | Unión                | Deportivo Morón        | 9 de marzo  |         |
| Deportivo Español      | 1 - 1     | Deportivo Morón      | Atlanta                | 9 de marzo  |         |
| Liniers                | 1 - 1     | Estudiantes (BA)     | Liniers                | 9 de marzo  |         |
| San Telmo              | 0 - 1     | Argentino de Quilmes | San Telmo              | 9 de marzo  |         |
| Defensores de Belgrano | 2 - 2     | Arsenal              | Defensores de Belgrano | 9 de marzo  |         |
| Sportivo Dock Sud      | 1 - 3     | Nueva Chicago        | Sportivo Dock Sud      | 9 de marzo  |         |
| All Boys               | 1 - 2     | Excursionistas       | All Boys               | 9 de marzo  |         |
| Sarmiento              | 2 - 1     | Deportivo Italiano   | Sarmiento              | 10 de marzo |         |
| Libre: Almagro         |           |                      |                        |             |         |

| Fecha 2                     | Fecha 2   | Fecha 2                | Fecha 2                 | Fecha 2     | Fecha 2 |
| Local                       | Resultado | Visitante              | Estadio                 | Fecha       |         |
| --------------------------- | --------- | ---------------------- | ----------------------- | ----------- | ------- |
| Temperley                   | 1 - 0     | Almirante Brown        | Temperley               | 16 de marzo |         |
| Estudiantes (BA)            | 2 - 0     | Villa Dálmine          | Estudiantes (BA)        | 16 de marzo |         |
| Deportivo Morón             | 4 - 2     | Sarmiento              | Deportivo Morón         | 16 de marzo |         |
| Deportivo Italiano          | 1 - 1     | Liniers                | Atlanta                 | 16 de marzo |         |
| San Telmo                   | 1 - 3     | Defensores de Belgrano | San Telmo               | 16 de marzo |         |
| Arsenal                     | 2 - 0     | All Boys               | Arsenal                 | 16 de marzo |         |
| Excursionistas              | 4 - 0     | Sportivo Dock Sud      | Excursionistas          | 16 de marzo |         |
| Nueva Chicago               | 2 - 2     | Almagro                | Nueva Chicago           | 16 de marzo |         |
| Unión                       | 1 - 0     | Deportivo Español      | G. y Esgrima (Santa Fe) | 17 de marzo |         |
| Libre: Argentino de Quilmes |           |                        |                         |             |         |

| Fecha 3                | Fecha 3   | Fecha 3            | Fecha 3                 | Fecha 3     | Fecha 3 |
| Local                  | Resultado | Visitante          | Estadio                 | Fecha       |         |
| ---------------------- | --------- | ------------------ | ----------------------- | ----------- | ------- |
| Liniers                | 1 - 1     | Temperley          | Liniers                 | 23 de marzo |         |
| Villa Dálmine          | 2 - 0     | Deportivo Italiano | Villa Dálmine           | 23 de marzo |         |
| Almirante Brown        | 1 - 4     | Deportivo Morón    | Nueva Chicago           | 23 de marzo |         |
| Deportivo Español      | 3 - 1     | Estudiantes (BA)   | Huracán                 | 23 de marzo |         |
| Almagro                | 1 - 0     | San Telmo          | Almagro                 | 23 de marzo |         |
| Arsenal                | 2 - 2     | Sportivo Dock Sud  | Arsenal                 | 23 de marzo |         |
| Defensores de Belgrano | 4 - 1     | Excursionistas     | Defensores de Belgrano  | 23 de marzo |         |
| Argentino de Quilmes   | 1 - 2     | Nueva Chicago      | Quilmes                 | 23 de marzo |         |
| Unión                  | 3 - 1     | Sarmiento          | G. y Esgrima (Santa Fe) | 24 de marzo |         |
| Libre: All Boys        |           |                    |                         |             |         |

| Fecha 4                   | Fecha 4   | Fecha 4                | Fecha 4         | Fecha 4     | Fecha 4 |
| Local                     | Resultado | Visitante              | Estadio         | Fecha       |         |
| ------------------------- | --------- | ---------------------- | --------------- | ----------- | ------- |
| Temperley                 | 1 - 0     | All Boys               | Atlanta         | 30 de marzo |         |
| San Telmo                 | 1 - 1     | Villa Dálmine          | San Telmo       | 30 de marzo |         |
| Almagro                   | 1 - 1     | Unión                  | Almagro         | 30 de marzo |         |
| Nueva Chicago             | 0 - 0     | Almirante Brown        | Nueva Chicago   | 30 de marzo |         |
| Deportivo Morón           | 1 - 0     | Argentino de Quilmes   | Deportivo Morón | 30 de marzo |         |
| Liniers                   | 1 - 1     | Arsenal                | Liniers         | 30 de marzo |         |
| Excursionistas            | 1 - 0     | Estudiantes (BA)       | Excursionistas  | 30 de marzo |         |
| Sportivo Dock Sud         | 1 - 0     | Deportivo Español      | Arsenal         | 30 de marzo |         |
| Sarmiento                 | 1 - 3     | Defensores de Belgrano | Sarmiento       | 31 de marzo |         |
| Libre: Deportivo Italiano |           |                        |                 |             |         |

| Fecha 5                | Fecha 5   | Fecha 5            | Fecha 5                | Fecha 5    | Fecha 5 |
| Local                  | Resultado | Visitante          | Estadio                | Fecha      |         |
| ---------------------- | --------- | ------------------ | ---------------------- | ---------- | ------- |
| Argentino de Quilmes   | 1 - 1     | Unión              | Argentino de Quilmes   | 6 de abril |         |
| All Boys               | 1 - 1     | Deportivo Italiano | All Boys               | 6 de abril |         |
| Arsenal                | 2 - 2     | Deportivo Morón    | Arsenal                | 6 de abril |         |
| Deportivo Español      | 0 - 2     | San Telmo          | Huracán                | 6 de abril |         |
| Defensores de Belgrano | 2 - 3     | Temperley          | Defensores de Belgrano | 6 de abril |         |
| Villa Dálmine          | 0 - 0     | Almagro            | Villa Dálmine          | 6 de abril |         |
| Almirante Brown        | 1 - 3     | Excursionistas     | San Lorenzo            | 6 de abril |         |
| Estudiantes (BA)       | 0 - 0     | Sportivo Dock Sud  | Estudiantes (BA)       | 6 de abril |         |
| Sarmiento              | 1 - 1     | Nueva Chicago      | Sarmiento              | 7 de abril |         |
| Libre: Liniers         |           |                    |                        |            |         |

| Fecha 6                | Fecha 6   | Fecha 6                | Fecha 6                 | Fecha 6     | Fecha 6 |
| Local                  | Resultado | Visitante              | Estadio                 | Fecha       |         |
| ---------------------- | --------- | ---------------------- | ----------------------- | ----------- | ------- |
| Nueva Chicago          | 0 - 0     | Temperley              | Nueva Chicago           | 13 de abril |         |
| Almagro                | 2 - 0     | Deportivo Español      | Almagro                 | 13 de abril |         |
| Deportivo Italiano     | 3 - 2     | Defensores de Belgrano | San Lorenzo             | 13 de abril |         |
| San Telmo              | 0 - 1     | Estudiantes (BA)       | San Telmo               | 13 de abril |         |
| Sportivo Dock Sud      | 2 - 2     | Almirante Brown        | Arsenal                 | 13 de abril |         |
| Liniers                | 1 - 0     | All Boys               | Liniers                 | 13 de abril |         |
| Excursionistas         | 2 - 0     | Sarmiento              | Excursionistas          | 13 de abril |         |
| Villa Dálmine          | 2 - 4     | Argentino de Quilmes   | Villa Dálmine           | 13 de abril |         |
| Unión                  | 1 - 1     | Arsenal                | G. y Esgrima (Santa Fe) | 14 de abril |         |
| Libre: Deportivo Morón |           |                        |                         |             |         |

| Fecha 7                | Fecha 7   | Fecha 7           | Fecha 7                | Fecha 7     | Fecha 7 |
| Local                  | Resultado | Visitante         | Estadio                | Fecha       |         |
| ---------------------- | --------- | ----------------- | ---------------------- | ----------- | ------- |
| Temperley              | 2 - 0     | Excursionistas    | Temperley              | 20 de abril |         |
| Arsenal                | 2 - 0     | Villa Dálmine     | Arsenal                | 20 de abril |         |
| All Boys               | 0 - 1     | Deportivo Morón   | Atlanta                | 20 de abril |         |
| Defensores de Belgrano | 5 - 2     | Liniers           | Defensores de Belgrano | 20 de abril |         |
| Estudiantes (BA)       | 1 - 0     | Almagro           | Argentinos Juniors     | 20 de abril |         |
| Deportivo Italiano     | 2 - 2     | Nueva Chicago     | Ferro Carril Oeste     | 20 de abril |         |
| Argentino de Quilmes   | 1 - 1     | Deportivo Español | Argentino de Quilmes   | 20 de abril |         |
| Almirante Brown        | 1 - 0     | San Telmo         | Liniers                | 20 de abril |         |
| Sarmiento              | 0 - 2     | Sportivo Dock Sud | Sarmiento              | 21 de abril |         |
| Libre: Unión           |           |                   |                        |             |         |

| Fecha 8              | Fecha 8   | Fecha 8                | Fecha 8          | Fecha 8     | Fecha 8 |
| Local                | Resultado | Visitante              | Estadio          | Fecha       |         |
| -------------------- | --------- | ---------------------- | ---------------- | ----------- | ------- |
| Sportivo Dock Sud    | 1 - 1     | Temperley              | Banfield         | 27 de abril |         |
| San Telmo            | 0 - 2     | Sarmiento              | San Telmo        | 27 de abril |         |
| Almagro              | 3 - 1     | Almirante Brown        | Almagro          | 27 de abril |         |
| Deportivo Morón      | 1 - 1     | Defensores de Belgrano | Deportivo Morón  | 27 de abril |         |
| Nueva Chicago        | 0 - 0     | Liniers                | Nueva Chicago    | 27 de abril |         |
| Deportivo Español    | 1 - 0     | Arsenal                | Huracán          | 27 de abril |         |
| Excursionistas       | 3 - 2     | Deportivo Italiano     | Excursionistas   | 27 de abril |         |
| Estudiantes (BA)     | 1 - 0     | Argentino de Quilmes   | Estudiantes (BA) | 27 de abril |         |
| Unión                | 0 - 0     | All Boys               | Unión            | 28 de abril |         |
| Libre: Villa Dálmine |           |                        |                  |             |         |

| Fecha 9                  | Fecha 9   | Fecha 9           | Fecha 9                | Fecha 9   | Fecha 9 |
| Local                    | Resultado | Visitante         | Estadio                | Fecha     |         |
| ------------------------ | --------- | ----------------- | ---------------------- | --------- | ------- |
| Temperley                | 0 - 3     | San Telmo         | Temperley              | 4 de mayo |         |
| All Boys                 | 1 - 2     | Villa Dálmine     | All Boys               | 4 de mayo |         |
| Defensores de Belgrano   | 4 - 3     | Unión             | Defensores de Belgrano | 4 de mayo |         |
| Deportivo Morón          | 1 - 3     | Nueva Chicago     | Deportivo Morón        | 4 de mayo |         |
| Liniers                  | 4 - 1     | Excursionistas    | Atlanta                | 4 de mayo |         |
| Arsenal                  | 3 - 3     | Estudiantes (BA)  | Arsenal                | 4 de mayo |         |
| Deportivo Italiano       | 2 - 2     | Sportivo Dock Sud | Ferro Carril Oeste     | 4 de mayo |         |
| Argentino de Quilmes     | 2 - 0     | Almirante Brown   | Argentino de Quilmes   | 4 de mayo |         |
| Sarmiento                | 2 - 2     | Almagro           | Sarmiento              | 5 de mayo |         |
| Libre: Deportivo Español |           |                   |                        |           |         |

| Fecha 10                | Fecha 10  | Fecha 10               | Fecha 10       | Fecha 10   | Fecha 10 |
| Local                   | Resultado | Visitante              | Estadio        | Fecha      |          |
| ----------------------- | --------- | ---------------------- | -------------- | ---------- | -------- |
| Almagro                 | 1 - 0     | Temperley              | Almagro        | 11 de mayo |          |
| Villa Dálmine           | 0 - 1     | Defensores de Belgrano | Atlanta        | 11 de mayo |          |
| Nueva Chicago           | 1 - 0     | Unión                  | Nueva Chicago  | 11 de mayo |          |
| Sarmiento               | 2 - 1     | Argentino de Quilmes   | Sarmiento      | 11 de mayo |          |
| Almirante Brown         | 2 - 2     | Arsenal                | All Boys       | 11 de mayo |          |
| Excursionistas          | 2 - 2     | Deportivo Morón        | Excursionistas | 11 de mayo |          |
| Sportivo Dock Sud       | 1 - 1     | Liniers                | Arsenal        | 11 de mayo |          |
| Deportivo Español       | 0 - 1     | All Boys               | Huracán        | 11 de mayo |          |
| San Telmo               | 4 - 3     | Deportivo Italiano     | San Telmo      | 11 de mayo |          |
| Libre: Estudiantes (BA) |           |                        |                |            |          |

| Fecha 11               | Fecha 11  | Fecha 11          | Fecha 11               | Fecha 11   | Fecha 11 |
| Local                  | Resultado | Visitante         | Estadio                | Fecha      |          |
| ---------------------- | --------- | ----------------- | ---------------------- | ---------- | -------- |
| Villa Dálmine          | 1 - 1     | Nueva Chicago     | Villa Dálmine          | 18 de mayo |          |
| Arsenal                | 2 - 0     | Sarmiento         | Arsenal                | 18 de mayo |          |
| Deportivo Morón        | 1 - 0     | Sportivo Dock Sud | Deportivo Morón        | 18 de mayo |          |
| All Boys               | 0 - 0     | Estudiantes (BA)  | All Boys               | 18 de mayo |          |
| Deportivo Italiano     | 3 - 3     | Almagro           | Ferro Carril Oeste     | 18 de mayo |          |
| Argentino de Quilmes   | 2 - 1     | Temperley         | Banfield               | 18 de mayo |          |
| Defensores de Belgrano | 1 - 3     | Deportivo Español | Defensores de Belgrano | 18 de mayo |          |
| Unión                  | 2 - 0     | Excursionistas    | Unión                  | 18 de mayo |          |
| Liniers                | 1 - 1     | San Telmo         | Liniers                | 18 de mayo |          |
| Libre: Almirante Brown |           |                   |                        |            |          |

| Fecha 12           | Fecha 12  | Fecha 12               | Fecha 12           | Fecha 12   | Fecha 12 |
| Local              | Resultado | Visitante              | Estadio            | Fecha      |          |
| ------------------ | --------- | ---------------------- | ------------------ | ---------- | -------- |
| Temperley          | 1 - 2     | Arsenal                | Temperley          | 25 de mayo |          |
| Excursionistas     | 2 - 1     | Villa Dálmine          | Excursionistas     | 25 de mayo |          |
| Sportivo Dock Sud  | 0 - 1     | Unión                  | Arsenal            | 25 de mayo |          |
| Almirante Brown    | 1 - 3     | All Boys               | Liniers            | 25 de mayo |          |
| San Telmo          | 2 - 1     | Deportivo Morón        | Atlanta            | 25 de mayo |          |
| Almagro            | 1 - 0     | Liniers                | Almagro            | 25 de mayo |          |
| Estudiantes (BA)   | 3 - 2     | Defensores de Belgrano | Estudiantes (BA)   | 25 de mayo |          |
| Nueva Chicago      | 0 - 0     | Deportivo Español      | Nueva Chicago      | 25 de mayo |          |
| Deportivo Italiano | 1 - 2     | Argentino de Quilmes   | Ferro Carril Oeste | 25 de mayo |          |
| Libre: Sarmiento   |           |                        |                    |            |          |

| Fecha 13               | Fecha 13  | Fecha 13           | Fecha 13               | Fecha 13   | Fecha 13 |
| Local                  | Resultado | Visitante          | Estadio                | Fecha      |          |
| ---------------------- | --------- | ------------------ | ---------------------- | ---------- | -------- |
| Villa Dálmine          | 1 - 0     | Sportivo Dock Sud  | Villa Dálmine          | 1 de junio |          |
| All Boys               | 5 - 2     | Sarmiento          | All Boys               | 1 de junio |          |
| Defensores de Belgrano | 4 - 1     | Almirante Brown    | Defensores de Belgrano | 1 de junio |          |
| Deportivo Morón        | 1 - 1     | Almagro            | Deportivo Morón        | 1 de junio |          |
| Estudiantes (BA)       | 1 - 1     | Nueva Chicago      | Atlanta                | 1 de junio |          |
| Deportivo Español      | 3 - 1     | Excursionistas     | Huracán                | 1 de junio |          |
| Arsenal                | 2 - 1     | Deportivo Italiano | Arsenal                | 1 de junio |          |
| Argentino de Quilmes   | 1 - 0     | Liniers            | Argentino de Quilmes   | 1 de junio |          |
| Unión                  | 4 - 0     | San Telmo          | Unión                  | 2 de junio |          |
| Libre: Temperley       |           |                    |                        |            |          |

| Fecha 14               | Fecha 14  | Fecha 14             | Fecha 14               | Fecha 14   | Fecha 14 |
| Local                  | Resultado | Visitante            | Estadio                | Fecha      |          |
| ---------------------- | --------- | -------------------- | ---------------------- | ---------- | -------- |
| Temperley              | 1 - 0     | Deportivo Español    | Temperley              | 8 de junio |          |
| Almirante Brown        | 0 - 0     | Villa Dálmine        | Liniers                | 8 de junio |          |
| Deportivo Italiano     | 3 - 3     | Unión                | Ferro Carril Oeste     | 8 de junio |          |
| Sarmiento              | 1 - 0     | Liniers              | Sarmiento              | 8 de junio |          |
| Estudiantes (BA)       | 0 - 2     | Deportivo Morón      | Estudiantes (BA)       | 8 de junio |          |
| San Telmo              | 0 - 2     | All Boys             | San Telmo              | 8 de junio |          |
| Defensores de Belgrano | 1 - 2     | Argentino de Quilmes | Defensores de Belgrano | 8 de junio |          |
| Nueva Chicago          | 1 - 0     | Arsenal              | Nueva Chicago          | 8 de junio |          |
| Sportivo Dock Sud      | 1 - 4     | Almagro              | Independiente          | 8 de junio |          |
| Libre: Excursionistas  |           |                      |                        |            |          |

| Fecha 15             | Fecha 15  | Fecha 15               | Fecha 15             | Fecha 15    | Fecha 15 |
| Local                | Resultado | Visitante              | Estadio              | Fecha       |          |
| -------------------- | --------- | ---------------------- | -------------------- | ----------- | -------- |
| Deportivo Morón      | 1 - 1     | Temperley              | Deportivo Morón      | 15 de junio |          |
| Villa Dálmine        | 2 - 1     | Sarmiento              | Villa Dálmine        | 15 de junio |          |
| Unión                | 5 - 0     | Estudiantes (BA)       | Unión                | 15 de junio |          |
| Deportivo Italiano   | 2 - 2     | Almirante Brown        | Atlanta              | 15 de junio |          |
| Liniers              | 1 - 1     | Deportivo Español      | Liniers              | 15 de junio |          |
| Excursionistas       | 2 - 2     | San Telmo              | Excursionistas       | 15 de junio |          |
| Argentino de Quilmes | 0 - 1     | Sportivo Dock Sud      | Argentino de Quilmes | 15 de junio |          |
| Nueva Chicago        | 1 - 0     | Defensores de Belgrano | Nueva Chicago        | 15 de junio |          |
| Almagro              | 3 - 1     | All Boys               | Almagro              | 15 de junio |          |
| Libre: Arsenal       |           |                        |                      |             |          |

| Fecha 16             | Fecha 16  | Fecha 16               | Fecha 16         | Fecha 16    | Fecha 16 |
| Local                | Resultado | Visitante              | Estadio          | Fecha       |          |
| -------------------- | --------- | ---------------------- | ---------------- | ----------- | -------- |
| Temperley            | 0 - 0     | Unión                  | Temperley        | 22 de junio |          |
| Deportivo Español    | 0 - 0     | Villa Dálmine          | Huracán          | 22 de junio |          |
| Sarmiento            | 1 - 3     | Almirante Brown        | Sarmiento        | 22 de junio |          |
| Deportivo Morón      | 1 - 0     | Liniers                | Deportivo Morón  | 22 de junio |          |
| Estudiantes (BA)     | 2 - 1     | Deportivo Italiano     | Estudiantes (BA) | 22 de junio |          |
| San Telmo            | 1 - 2     | Arsenal                | Independiente    | 22 de junio |          |
| Sportivo Dock Sud    | 1 - 1     | Defensores de Belgrano | Arsenal          | 22 de junio |          |
| Excursionistas       | 0 - 1     | Almagro                | Excursionistas   | 22 de junio |          |
| All Boys             | 1 - 1     | Argentino de Quilmes   | All Boys         | 22 de junio |          |
| Libre: Nueva Chicago |           |                        |                  |             |          |

| Fecha 17                 | Fecha 17  | Fecha 17          | Fecha 17               | Fecha 17    | Fecha 17 |
| Local                    | Resultado | Visitante         | Estadio                | Fecha       |          |
| ------------------------ | --------- | ----------------- | ---------------------- | ----------- | -------- |
| Deportivo Italiano       | 2 - 2     | Temperley         | Ferro Carril Oeste     | 29 de junio |          |
| Villa Dálmine            | 1 - 2     | Liniers           | Villa Dálmine          | 29 de junio |          |
| Unión                    | 1 - 1     | Deportivo Morón   | Unión                  | 29 de junio |          |
| Estudiantes (BA)         | 2 - 2     | Sarmiento         | Estudiantes (BA)       | 29 de junio |          |
| Almirante Brown          | 1 - 1     | Deportivo Español | Liniers                | 29 de junio |          |
| Nueva Chicago            | 1 - 0     | San Telmo         | Nueva Chicago          | 29 de junio |          |
| Arsenal                  | 1 - 0     | Excursionistas    | Arsenal                | 29 de junio |          |
| Defensores de Belgrano   | 1 - 1     | All Boys          | Defensores de Belgrano | 29 de junio |          |
| Argentino de Quilmes     | 0 - 1     | Almagro           | Independiente          | 29 de junio |          |
| Libre: Sportivo Dock Sud |           |                   |                        |             |          |

| Fecha 18          | Fecha 18  | Fecha 18               | Fecha 18        | Fecha 18   | Fecha 18 |
| Local             | Resultado | Visitante              | Estadio         | Fecha      |          |
| ----------------- | --------- | ---------------------- | --------------- | ---------- | -------- |
| Arsenal           | 6 - 1     | Argentino de Quilmes   | Arsenal         | 6 de julio |          |
| Temperley         | 1 - 2     | Estudiantes (BA)       | Temperley       | 6 de julio |          |
| Deportivo Español | 3 - 2     | Sarmiento              | Huracán         | 6 de julio |          |
| All Boys          | 3 - 1     | Sportivo Dock Sud      | All Boys        | 6 de julio |          |
| Deportivo Morón   | 4 - 1     | Deportivo Italiano     | Deportivo Morón | 6 de julio |          |
| Almagro           | 2 - 0     | Defensores de Belgrano | Almagro         | 6 de julio |          |
| Unión             | 2 - 0     | Villa Dálmine          | Unión           | 6 de julio |          |
| Liniers           | 1 - 1     | Almirante Brown        | Liniers         | 6 de julio |          |
| Excursionistas    | 0 - 2     | Nueva Chicago          | Atlanta         | 6 de julio |          |
| Libre: San Telmo  |           |                        |                 |            |          |

| Fecha 19                      | Fecha 19  | Fecha 19           | Fecha 19             | Fecha 19    | Fecha 19 |
| Local                         | Resultado | Visitante          | Estadio              | Fecha       |          |
| ----------------------------- | --------- | ------------------ | -------------------- | ----------- | -------- |
| Villa Dálmine                 | 3 - 5     | Deportivo Morón    | Villa Dálmine        | 13 de julio |          |
| Liniers                       | 1 - 6     | Unión              | Quilmes              | 13 de julio |          |
| Almirante Brown               | 1 - 0     | Estudiantes (BA)   | Nueva Chicago        | 13 de julio |          |
| Deportivo Español             | 1 - 2     | Deportivo Italiano | Huracán              | 13 de julio |          |
| Sportivo Dock Sud             | 0 - 1     | San Telmo          | Arsenal              | 13 de julio |          |
| Almagro                       | 0 - 1     | Arsenal            | Almagro              | 13 de julio |          |
| All Boys                      | 0 - 0     | Nueva Chicago      | All Boys             | 13 de julio |          |
| Argentino de Quilmes          | 3 - 4     | Excursionistas     | Argentino de Quilmes | 13 de julio |          |
| Sarmiento                     | 2 - 0     | Temperley          | Sarmiento            | 14 de julio |          |
| Libre: Defensores de Belgrano |           |                    |                      |             |          |

## Torneo de reclasificación de Primera División

### Tabla de posiciones final
| Pos. | Equipo                         | Pts. | PJ | PG | PE | PP | GF | GC | Dif. |
| ---- | ------------------------------ | ---- | -- | -- | -- | -- | -- | -- | ---- |
| 1.º  | Quilmes                        | 23   | 18 | 7  | 9  | 2  | 25 | 11 | 14   |
| 2.º  | Atlanta                        | 22   | 18 | 7  | 8  | 3  | 18 | 12 | 6    |
| 3.º  | Gimnasia y Esgrima de La Plata | 21   | 18 | 8  | 5  | 5  | 23 | 16 | 7    |
| 4.º  | Platense                       | 20   | 18 | 6  | 8  | 4  | 24 | 21 | 3    |
| 5.º  | Unión (SF)                     | 20   | 18 | 5  | 10 | 3  | 19 | 21 | −2   |
| 6.º  | Deportivo Morón                | 19   | 18 | 5  | 9  | 4  | 18 | 14 | 4    |
| 7.º  | Ferro Carril Oeste             | 17   | 18 | 4  | 9  | 5  | 17 | 18 | −1   |
| 8.º  | Nueva Chicago                  | 14   | 18 | 4  | 6  | 8  | 15 | 23 | −8   |
| 9.º  | Almagro                        | 12   | 18 | 3  | 6  | 9  | 22 | 33 | −11  |
| 10.º | Tigre                          | 12   | 18 | 1  | 10 | 7  | 13 | 25 | −12  |

|  | Permaneció en la Primera División. |
|  | Ascendió a la Primera División.    |
|  | Permaneció en la Segunda División. |
|  | Descendió a la Segunda División.   |

## Torneo promocional de Primera B

### Tabla de posiciones final
| Pos. | Equipo                 | Pts. | PJ | PG | PE | PP | GF | GC | Dif. |
| ---- | ---------------------- | ---- | -- | -- | -- | -- | -- | -- | ---- |
| 1.º  | Arsenal FC             | 26   | 16 | 10 | 6  | 0  | 38 | 12 | 26   |
| 2.º  | Deportivo Español      | 22   | 16 | 9  | 4  | 3  | 36 | 18 | 18   |
| 3.º  | All Boys               | 22   | 16 | 9  | 4  | 3  | 30 | 14 | 16   |
| 4.º  | Liniers                | 19   | 16 | 7  | 5  | 4  | 23 | 22 | 1    |
| 5.º  | Defensores de Belgrano | 17   | 16 | 6  | 5  | 5  | 23 | 27 | −4   |
| 6.º  | Excursionistas         | 16   | 16 | 4  | 8  | 4  | 30 | 28 | 2    |
| 7.º  | Estudiantes            | 10   | 16 | 4  | 2  | 10 | 15 | 23 | −8   |
| 8.º  | Temperley              | 6    | 16 | 1  | 4  | 11 | 18 | 39 | −21  |
| 9.º  | Argentino de Quilmes   | 6    | 16 | 2  | 2  | 12 | 14 | 44 | −30  |

|  | Ganador. Obtuvo el derecho de participar del reducido de la temporada próxima para el ascenso a Primera División. |

## Resultados
Primera Rueda
| Fecha 1                  | Fecha 1   | Fecha 1                | Fecha 1          | Fecha 1     | Fecha 1 |
| Local                    | Resultado | Visitante              | Estadio          | Fecha       |         |
| ------------------------ | --------- | ---------------------- | ---------------- | ----------- | ------- |
| All Boys                 | 1 - 1     | Defensores de Belgrano | Quilmes          | 3 de agosto |         |
| Excursionistas           | 2 - 1     | Liniers                | Excursionistas   | 3 de agosto |         |
| Arsenal                  | 1 - 0     | Argentino de Quilmes   | Arsenal          | 3 de agosto |         |
| Estudiantes (BA)         | 3 - 0     | Temperley              | Estudiantes (BA) | 3 de agosto |         |
| Libre: Deportivo Español |           |                        |                  |             |         |

| Fecha 2                 | Fecha 2   | Fecha 2           | Fecha 2                | Fecha 2      | Fecha 2 |
| Local                   | Resultado | Visitante         | Estadio                | Fecha        |         |
| ----------------------- | --------- | ----------------- | ---------------------- | ------------ | ------- |
| Temperley               | 1 - 1     | Excursionistas    | Temperley              | 10 de agosto |         |
| Liniers                 | 2 - 2     | Arsenal           | Liniers                | 10 de agosto |         |
| Argentino de Quilmes    | 1 - 0     | All Boys          | Argentino de Quilmes   | 10 de agosto |         |
| Defensores de Belgrano  | 1 - 3     | Deportivo Español | Defensores de Belgrano | 10 de agosto |         |
| Libre: Estudiantes (BA) |           |                   |                        |              |         |

| Fecha 3                       | Fecha 3   | Fecha 3              | Fecha 3        | Fecha 3      | Fecha 3 |
| Local                         | Resultado | Visitante            | Estadio        | Fecha        |         |
| ----------------------------- | --------- | -------------------- | -------------- | ------------ | ------- |
| Deportivo Español             | 7 - 0     | Argentino de Quilmes | Racing         | 17 de agosto |         |
| All Boys                      | 1 - 2     | Liniers              | All Boys       | 17 de agosto |         |
| Arsenal                       | 7 - 1     | Temperley            | Arsenal        | 17 de agosto |         |
| Excursionistas                | 2 - 1     | Estudiantes (BA)     | Excursionistas | 17 de agosto |         |
| Libre: Defensores de Belgrano |           |                      |                |              |         |

| Fecha 4               | Fecha 4   | Fecha 4                | Fecha 4              | Fecha 4      | Fecha 4 |
| Local                 | Resultado | Visitante              | Estadio              | Fecha        |         |
| --------------------- | --------- | ---------------------- | -------------------- | ------------ | ------- |
| Estudiantes (BA)      | 0 - 2     | Arsenal                | Estudiantes (BA)     | 24 de agosto |         |
| Temperley             | 0 - 2     | All Boys               | Temperley            | 24 de agosto |         |
| Liniers               | 1 - 1     | Deportivo Español      | Liniers              | 24 de agosto |         |
| Argentino de Quilmes  | 1 - 2     | Defensores de Belgrano | Argentino de Quilmes | 24 de agosto |         |
| Libre: Excursionistas |           |                        |                      |              |         |

| Fecha 5                     | Fecha 5   | Fecha 5          | Fecha 5                | Fecha 5      | Fecha 5 |
| Local                       | Resultado | Visitante        | Estadio                | Fecha        |         |
| --------------------------- | --------- | ---------------- | ---------------------- | ------------ | ------- |
| Defensores de Belgrano      | 3 - 0     | Liniers          | Defensores de Belgrano | 31 de agosto |         |
| Deportivo Español           | 5 - 0     | Temperley        | Huracán                | 31 de agosto |         |
| All Boys                    | 2 - 1     | Estudiantes (BA) | All Boys               | 31 de agosto |         |
| Arsenal                     | 1 - 1     | Excursionistas   | Arsenal                | 31 de agosto |         |
| Libre: Argentino de Quilmes |           |                  |                        |              |         |

| Fecha 6          | Fecha 6   | Fecha 6                | Fecha 6          | Fecha 6         | Fecha 6 |
| Local            | Resultado | Visitante              | Estadio          | Fecha           |         |
| ---------------- | --------- | ---------------------- | ---------------- | --------------- | ------- |
| Excursionistas   | 1 - 1     | All Boys               | Excursionistas   | 7 de septiembre |         |
| Estudiantes (BA) | 0 - 1     | Deportivo Español      | Estudiantes (BA) | 7 de septiembre |         |
| Temperley        | 1 - 3     | Defensores de Belgrano | Temperley        | 7 de septiembre |         |
| Liniers          | 2 - 0     | Argentino de Quilmes   | Liniers          | 7 de septiembre |         |
| Libre: Arsenal   |           |                        |                  |                 |         |

| Fecha 7                | Fecha 7   | Fecha 7          | Fecha 7                | Fecha 7          | Fecha 7 |
| Local                  | Resultado | Visitante        | Estadio                | Fecha            |         |
| ---------------------- | --------- | ---------------- | ---------------------- | ---------------- | ------- |
| Argentino de Quilmes   | 1 - 0     | Temperley        | Argentino de Quilmes   | 14 de septiembre |         |
| Defensores de Belgrano | 2 - 1     | Estudiantes (BA) | Defensores de Belgrano | 14 de septiembre |         |
| Deportivo Español      | 3 - 1     | Excursionistas   | Huracán                | 14 de septiembre |         |
| All Boys               | 0 - 0     | Arsenal          | All Boys               | 14 de septiembre |         |
| Libre: Liniers         |           |                  |                        |                  |         |

| Fecha 8          | Fecha 8   | Fecha 8                | Fecha 8          | Fecha 8          | Fecha 8 |
| Local            | Resultado | Visitante              | Estadio          | Fecha            |         |
| ---------------- | --------- | ---------------------- | ---------------- | ---------------- | ------- |
| Arsenal          | 2 - 0     | Deportivo Español      | Arsenal          | 21 de septiembre |         |
| Excursionistas   | 1 - 1     | Defensores de Belgrano | Excursionistas   | 21 de septiembre |         |
| Estudiantes (BA) | 2 - 0     | Argentino de Quilmes   | Estudiantes (BA) | 21 de septiembre |         |
| Temperley        | 0 - 1     | Liniers                | Temperley        | 21 de septiembre |         |
| Libre: All Boys  |           |                        |                  |                  |         |

| Fecha 9                | Fecha 9   | Fecha 9          | Fecha 9                | Fecha 9          | Fecha 9 |
| Local                  | Resultado | Visitante        | Estadio                | Fecha            |         |
| ---------------------- | --------- | ---------------- | ---------------------- | ---------------- | ------- |
| Liniers                | 0 - 0     | Estudiantes (BA) | Liniers                | 28 de septiembre |         |
| Argentino de Quilmes   | 2 - 2     | Excursionistas   | Argentino de Quilmes   | 28 de septiembre |         |
| Defensores de Belgrano | 0 - 5     | Arsenal          | Defensores de Belgrano | 28 de septiembre |         |
| Deportivo Español      | 0 - 2     | All Boys         | Huracán                | 28 de septiembre |         |
| Libre: Temperley       |           |                  |                        |                  |         |

Segunda Rueda
| Fecha 10                 | Fecha 10  | Fecha 10         | Fecha 10               | Fecha 10      | Fecha 10 |
| Local                    | Resultado | Visitante        | Estadio                | Fecha         |          |
| ------------------------ | --------- | ---------------- | ---------------------- | ------------- | -------- |
| Defensores de Belgrano   | 1 - 1     | All Boys         | Defensores de Belgrano | 12 de octubre |          |
| Liniers                  | 4 - 3     | Excursionistas   | Liniers                | 12 de octubre |          |
| Argentino de Quilmes     | 1 - 3     | Arsenal          | Argentino de Quilmes   | 12 de octubre |          |
| Temperley                | 0 - 1     | Estudiantes (BA) | Temperley              | 12 de octubre |          |
| Libre: Deportivo Español |           |                  |                        |               |          |

| Fecha 11                | Fecha 11  | Fecha 11               | Fecha 11       | Fecha 11      | Fecha 11 |
| Local                   | Resultado | Visitante              | Estadio        | Fecha         |          |
| ----------------------- | --------- | ---------------------- | -------------- | ------------- | -------- |
| Excursionistas          | 2 - 2     | Temperley              | Excursionistas | 19 de octubre |          |
| Arsenal                 | 0 - 0     | Liniers                | Arsenal        | 19 de octubre |          |
| All Boys                | 3 - 0     | Argentino de Quilmes   | All Boys       | 19 de octubre |          |
| Deportivo Español       | 0 - 0     | Defensores de Belgrano | Huracán        | 19 de octubre |          |
| Libre: Estudiantes (BA) |           |                        |                |               |          |

| Fecha 12                      | Fecha 12  | Fecha 12          | Fecha 12             | Fecha 12      | Fecha 12 |
| Local                         | Resultado | Visitante         | Estadio              | Fecha         |          |
| ----------------------------- | --------- | ----------------- | -------------------- | ------------- | -------- |
| Argentino de Quilmes          | 1 - 3     | Deportivo Español | Argentino de Quilmes | 26 de octubre |          |
| Liniers                       | 1 - 2     | All Boys          | Liniers              | 26 de octubre |          |
| Temperley                     | 2 - 3     | Arsenal           | Temperley            | 26 de octubre |          |
| Estudiantes (BA)              | 1 - 2     | Excursionistas    | San Lorenzo          | 26 de octubre |          |
| Libre: Defensores de Belgrano |           |                   |                      |               |          |

| Fecha 13               | Fecha 13  | Fecha 13             | Fecha 13               | Fecha 13       | Fecha 13 |
| Local                  | Resultado | Visitante            | Estadio                | Fecha          |          |
| ---------------------- | --------- | -------------------- | ---------------------- | -------------- | -------- |
| Arsenal                | 2 - 0     | Estudiantes (BA)     | Arsenal                | 2 de noviembre |          |
| All Boys               | 1 - 0     | Temperley            | All Boys               | 2 de noviembre |          |
| Deportivo Español      | 4 - 1     | Liniers              | Huracán                | 2 de noviembre |          |
| Defensores de Belgrano | 5 - 2     | Argentino de Quilmes | Defensores de Belgrano | 2 de noviembre |          |
| Libre: Excursionistas  |           |                      |                        |                |          |

| Fecha 14                    | Fecha 14  | Fecha 14               | Fecha 14         | Fecha 14       | Fecha 14 |
| Local                       | Resultado | Visitante              | Estadio          | Fecha          |          |
| --------------------------- | --------- | ---------------------- | ---------------- | -------------- | -------- |
| Liniers                     | 1 - 0     | Defensores de Belgrano | Liniers          | 9 de noviembre |          |
| Temperley                   | 2 - 2     | Deportivo Español      | Temperley        | 9 de noviembre |          |
| Estudiantes (BA)            | 0 - 3     | All Boys               | Estudiantes (BA) | 9 de noviembre |          |
| Excursionistas              | 2 - 2     | Arsenal                | San Lorenzo      | 9 de noviembre |          |
| Libre: Argentino de Quilmes |           |                        |                  |                |          |

| Fecha 15               | Fecha 15  | Fecha 15         | Fecha 15               | Fecha 15        | Fecha 15 |
| Local                  | Resultado | Visitante        | Estadio                | Fecha           |          |
| ---------------------- | --------- | ---------------- | ---------------------- | --------------- | -------- |
| All Boys               | 4 - 1     | Excursionistas   | All Boys               | 16 de noviembre |          |
| Deportivo Español      | 2 - 0     | Estudiantes (BA) | Huracán                | 16 de noviembre |          |
| Defensores de Belgrano | 1 - 4     | Temperley        | Defensores de Belgrano | 16 de noviembre |          |
| Argentino de Quilmes   | 0 - 2     | Liniers          | Argentino de Quilmes   | 16 de noviembre |          |
| Libre: Arsenal         |           |                  |                        |                 |          |

| Fecha 16         | Fecha 16  | Fecha 16               | Fecha 16         | Fecha 16        | Fecha 16 |
| Local            | Resultado | Visitante              | Estadio          | Fecha           |          |
| ---------------- | --------- | ---------------------- | ---------------- | --------------- | -------- |
| Temperley        | 2 - 2     | Argentino de Quilmes   | Temperley        | 23 de noviembre |          |
| Estudiantes (BA) | 0 - 1     | Defensores de Belgrano | Estudiantes (BA) | 23 de noviembre |          |
| Excursionistas   | 1 - 2     | Deportivo Español      | Excursionistas   | 23 de noviembre |          |
| Arsenal          | 3 - 2     | All Boys               | Arsenal          | 23 de noviembre |          |
| Libre: Liniers   |           |                        |                  |                 |          |

| Fecha 17               | Fecha 17  | Fecha 17         | Fecha 17               | Fecha 17        | Fecha 17 |
| Local                  | Resultado | Visitante        | Estadio                | Fecha           |          |
| ---------------------- | --------- | ---------------- | ---------------------- | --------------- | -------- |
| Deportivo Español      | 1 - 1     | Arsenal          | Huracán                | 30 de noviembre |          |
| Defensores de Belgrano | 2 - 2     | Excursionistas   | Defensores de Belgrano | 30 de noviembre |          |
| Argentino de Quilmes   | 3 - 4     | Estudiantes (BA) | Argentino de Quilmes   | 30 de noviembre |          |
| Liniers                | 4 - 3     | Temperley        | Liniers                | 30 de noviembre |          |
| Libre: All Boys        |           |                  |                        |                 |          |

| Fecha 18         | Fecha 18  | Fecha 18               | Fecha 18               | Fecha 18       | Fecha 18 |
| Local            | Resultado | Visitante              | Estadio                | Fecha          |          |
| ---------------- | --------- | ---------------------- | ---------------------- | -------------- | -------- |
| Estudiantes (BA) | 1 - 1     | Liniers                | Estudiantes (BA)       | 7 de diciembre |          |
| Excursionistas   | 6 - 0     | Argentino de Quilmes   | Defensores de Belgrano | 7 de diciembre |          |
| Arsenal          | 4 - 0     | Defensores de Belgrano | Arsenal                | 7 de diciembre |          |
| All Boys         | 5 - 2     | Deportivo Español      | All Boys               | 7 de diciembre |          |
| Libre: Temperley |           |                        |                        |                |          |

| 1. |

## Torneo de reclasificación de Primera B

### Tabla de posiciones final
| Pos. | Equipo                | Pts. | PJ | PG | PE | PP | GF | GC | Dif. |
| ---- | --------------------- | ---- | -- | -- | -- | -- | -- | -- | ---- |
| 1.º  | Almirante Brown       | 23   | 18 | 8  | 7  | 3  | 38 | 19 | 19   |
| 2.º  | El Porvenir           | 23   | 18 | 9  | 5  | 4  | 34 | 22 | 12   |
| 3.º  | San Telmo             | 23   | 18 | 9  | 5  | 4  | 26 | 15 | 11   |
| 4.º  | Dock Sud              | 22   | 18 | 9  | 4  | 5  | 30 | 23 | 7    |
| 5.º  | Villa Dálmine         | 21   | 18 | 8  | 5  | 5  | 34 | 24 | 10   |
| 6.º  | Sportivo Italiano     | 15   | 18 | 5  | 5  | 8  | 25 | 31 | −6   |
| 7.º  | Justo José de Urquiza | 15   | 18 | 5  | 5  | 8  | 24 | 40 | −16  |
| 8.º  | Sarmiento             | 14   | 18 | 4  | 6  | 8  | 16 | 22 | −6   |
| 9.º  | Colegiales            | 13   | 18 | 4  | 5  | 9  | 20 | 31 | −11  |
| 10.º | Fénix                 | 11   | 18 | 4  | 3  | 11 | 14 | 34 | −20  |

|  | Permaneció en la Primera B. |
|  | Ascendió a la Primera B.    |
|  | Permaneció en la Primera C. |
|  | Descendió a la Primera C.   |

## Resultados
Primera Rueda
| Fecha 1            | Fecha 1   | Fecha 1               | Fecha 1            | Fecha 1     | Fecha 1 |
| Local              | Resultado | Visitante             | Estadio            | Fecha       |         |
| ------------------ | --------- | --------------------- | ------------------ | ----------- | ------- |
| Villa Dálmine      | 1 - 1     | San Telmo             | Villa Dálmine      | 3 de agosto |         |
| Deportivo Italiano | 1 - 4     | Sportivo Dock Sud     | Ferro Carril Oeste | 3 de agosto |         |
| Almirante Brown    | 1 - 1     | El Porvenir           | Liniers            | 3 de agosto |         |
| Fénix              | 1 - 1     | Justo José de Urquiza | Fénix              | 3 de agosto |         |
| Sarmiento          | 0 - 0     | Colegiales            | Sarmiento          | 4 de agosto |         |

| Fecha 2           | Fecha 2   | Fecha 2               | Fecha 2     | Fecha 2      | Fecha 2 |
| Local             | Resultado | Visitante             | Estadio     | Fecha        |         |
| ----------------- | --------- | --------------------- | ----------- | ------------ | ------- |
| Colegiales        | 2 - 3     | Villa Dálmine         | Colegiales  | 10 de agosto |         |
| San Telmo         | 2 - 1     | Deportivo Italiano    | San Telmo   | 10 de agosto |         |
| Sportivo Dock Sud | 3 - 2     | Almirante Brown       | Arsenal     | 10 de agosto |         |
| El Porvenir       | 4 - 0     | Justo José de Urquiza | El Porvenir | 10 de agosto |         |
| Sarmiento         | 0 - 2     | Fénix                 | Sarmiento   | 11 de agosto |         |

| Fecha 3               | Fecha 3   | Fecha 3           | Fecha 3            | Fecha 3      | Fecha 3 |
| Local                 | Resultado | Visitante         | Estadio            | Fecha        |         |
| --------------------- | --------- | ----------------- | ------------------ | ------------ | ------- |
| Fénix                 | 0 - 4     | El Porvenir       | Chacarita Juniors  | 17 de agosto |         |
| Justo José de Urquiza | 1 - 1     | Sportivo Dock Sud | Estudiantes (BA)   | 17 de agosto |         |
| Almirante Brown       | 3 - 0     | San Telmo         | Liniers            | 17 de agosto |         |
| Deportivo Italiano    | 3 - 1     | Colegiales        | Ferro Carril Oeste | 17 de agosto |         |
| Villa Dálmine         | 2 - 1     | Sarmiento         | Villa Dálmine      | 17 de agosto |         |

| Fecha 4           | Fecha 4   | Fecha 4               | Fecha 4       | Fecha 4      | Fecha 4 |
| Local             | Resultado | Visitante             | Estadio       | Fecha        |         |
| ----------------- | --------- | --------------------- | ------------- | ------------ | ------- |
| Villa Dálmine     | 3 - 2     | Fénix                 | Villa Dálmine | 24 de agosto |         |
| Colegiales        | 1 - 4     | Almirante Brown       | Colegiales    | 24 de agosto |         |
| San Telmo         | 3 - 0     | Justo José de Urquiza | San Telmo     | 24 de agosto |         |
| Sportivo Dock Sud | 3 - 1     | El Porvenir           | Arsenal       | 24 de agosto |         |
| Sarmiento         | 1 - 1     | Deportivo Italiano    | Sarmiento     | 25 de agosto |         |

| Fecha 5               | Fecha 5   | Fecha 5           | Fecha 5            | Fecha 5          | Fecha 5 |
| Local                 | Resultado | Visitante         | Estadio            | Fecha            |         |
| --------------------- | --------- | ----------------- | ------------------ | ---------------- | ------- |
| Fénix                 | 2 - 1     | Sportivo Dock Sud | Fénix              | 31 de agosto     |         |
| Justo José de Urquiza | 1 - 1     | Colegiales        | Estudiantes (BA)   | 31 de agosto     |         |
| Almirante Brown       | 4 - 4     | Sarmiento         | Racing             | 31 de agosto     |         |
| Deportivo Italiano    | 2 - 1     | Villa Dálmine     | Ferro Carril Oeste | 31 de agosto     |         |
| El Porvenir           | 3 - 1     | San Telmo         | El Porvenir        | 11 de septiembre |         |

| Fecha 6            | Fecha 6   | Fecha 6               | Fecha 6            | Fecha 6         | Fecha 6 |
| Local              | Resultado | Visitante             | Estadio            | Fecha           |         |
| ------------------ | --------- | --------------------- | ------------------ | --------------- | ------- |
| Deportivo Italiano | 0 - 1     | Fénix                 | Ferro Carril Oeste | 7 de septiembre |         |
| Villa Dálmine      | 0 - 3     | Almirante Brown       | Villa Dálmine      | 7 de septiembre |         |
| Colegiales         | 3 - 1     | El Porvenir           | Colegiales         | 7 de septiembre |         |
| San Telmo          | 0 - 0     | Sportivo Dock Sud     | San Telmo          | 7 de septiembre |         |
| Sarmiento          | 2 - 1     | Justo José de Urquiza | Sarmiento          | 8 de septiembre |         |

| Fecha 7               | Fecha 7   | Fecha 7            | Fecha 7          | Fecha 7          | Fecha 7 |
| Local                 | Resultado | Visitante          | Estadio          | Fecha            |         |
| --------------------- | --------- | ------------------ | ---------------- | ---------------- | ------- |
| Fénix                 | 0 - 0     | San Telmo          | Fénix            | 14 de septiembre |         |
| Sportivo Dock Sud     | 1 - 0     | Colegiales         | Arsenal          | 14 de septiembre |         |
| El Porvenir           | 2 - 0     | Sarmiento          | El Porvenir      | 14 de septiembre |         |
| Justo José de Urquiza | 2 - 1     | Villa Dálmine      | Estudiantes (BA) | 14 de septiembre |         |
| Almirante Brown       | 3 - 0     | Deportivo Italiano | Liniers          | 14 de septiembre |         |

| Fecha 8            | Fecha 8   | Fecha 8               | Fecha 8            | Fecha 8          | Fecha 8 |
| Local              | Resultado | Visitante             | Estadio            | Fecha            |         |
| ------------------ | --------- | --------------------- | ------------------ | ---------------- | ------- |
| Almirante Brown    | 3 - 0     | Fénix                 | Liniers            | 21 de septiembre |         |
| Deportivo Italiano | 3 - 3     | Justo José de Urquiza | Ferro Carril Oeste | 21 de septiembre |         |
| Villa Dálmine      | 2 - 2     | El Porvenir           | Villa Dálmine      | 21 de septiembre |         |
| Colegiales         | 1 - 1     | San Telmo             | Colegiales         | 21 de septiembre |         |
| Sarmiento          | 1 - 2     | Sportivo Dock Sud     | Sarmiento          | 22 de septiembre |         |

| Fecha 9               | Fecha 9   | Fecha 9            | Fecha 9          | Fecha 9          | Fecha 9 |
| Local                 | Resultado | Visitante          | Estadio          | Fecha            |         |
| --------------------- | --------- | ------------------ | ---------------- | ---------------- | ------- |
| Fénix                 | 2 - 0     | Colegiales         | Fénix            | 28 de septiembre |         |
| San Telmo             | 2 - 0     | Sarmiento          | San Telmo        | 28 de septiembre |         |
| Sportivo Dock Sud     | 1 - 0     | Villa Dálmine      | Arsenal          | 28 de septiembre |         |
| El Porvenir           | 1 - 0     | Deportivo Italiano | El Porvenir      | 28 de septiembre |         |
| Justo José de Urquiza | 1 - 1     | Almirante Brown    | Estudiantes (BA) | 28 de septiembre |         |

Segunda Rueda
| Fecha 10              | Fecha 10  | Fecha 10           | Fecha 10          | Fecha 10      | Fecha 10 |
| Local                 | Resultado | Visitante          | Estadio           | Fecha         |          |
| --------------------- | --------- | ------------------ | ----------------- | ------------- | -------- |
| San Telmo             | 1 - 1     | Villa Dálmine      | San Telmo         | 12 de octubre |          |
| Sportivo Dock Sud     | 2 - 0     | Deportivo Italiano | Sportivo Dock Sud | 12 de octubre |          |
| El Porvenir           | 0 - 0     | Almirante Brown    | El Porvenir       | 12 de octubre |          |
| Justo José de Urquiza | 2 - 1     | Fénix              | Estudiantes (BA)  | 12 de octubre |          |
| Colegiales            | 1 - 0     | Sarmiento          | Colegiales        | 12 de octubre |          |

| Fecha 11              | Fecha 11  | Fecha 11          | Fecha 11           | Fecha 11      | Fecha 11 |
| Local                 | Resultado | Visitante         | Estadio            | Fecha         |          |
| --------------------- | --------- | ----------------- | ------------------ | ------------- | -------- |
| Fénix                 | 0 - 2     | Sarmiento         | Fénix              | 19 de octubre |          |
| Villa Dálmine         | 2 - 1     | Colegiales        | Villa Dálmine      | 19 de octubre |          |
| Deportivo Italiano    | 2 - 0     | San Telmo         | Ferro Carril Oeste | 19 de octubre |          |
| Almirante Brown       | 2 - 5     | Sportivo Dock Sud | Liniers            | 19 de octubre |          |
| Justo José de Urquiza | 2 - 6     | El Porvenir       | Estudiantes (BA)   | 19 de octubre |          |

| Fecha 12          | Fecha 12  | Fecha 12              | Fecha 12    | Fecha 12      | Fecha 12 |
| Local             | Resultado | Visitante             | Estadio     | Fecha         |          |
| ----------------- | --------- | --------------------- | ----------- | ------------- | -------- |
| El Porvenir       | 1 - 0     | Fénix                 | El Porvenir | 26 de octubre |          |
| Sportivo Dock Sud | 4 - 3     | Justo José de Urquiza | Arsenal     | 26 de octubre |          |
| San Telmo         | 2 - 0     | Almirante Brown       | San Telmo   | 26 de octubre |          |
| Colegiales        | 2 - 2     | Deportivo Italiano    | Colegiales  | 26 de octubre |          |
| Sarmiento         | 1 - 0     | Villa Dálmine         | Sarmiento   | 27 de octubre |          |

| Fecha 13              | Fecha 13  | Fecha 13          | Fecha 13           | Fecha 13       | Fecha 13 |
| Local                 | Resultado | Visitante         | Estadio            | Fecha          |          |
| --------------------- | --------- | ----------------- | ------------------ | -------------- | -------- |
| Fénix                 | 0 - 3     | Villa Dálmine     | Fénix              | 2 de noviembre |          |
| Almirante Brown       | 3 - 1     | Colegiales        | Liniers            | 2 de noviembre |          |
| Justo José de Urquiza | 2 - 1     | San Telmo         | Estudiantes (BA)   | 2 de noviembre |          |
| El Porvenir           | 1 - 0     | Sportivo Dock Sud | El Porvenir        | 2 de noviembre |          |
| Deportivo Italiano    | 0 - 2     | Sarmiento         | Ferro Carril Oeste | 2 de noviembre |          |

| Fecha 14          | Fecha 14  | Fecha 14              | Fecha 14      | Fecha 14       | Fecha 14 |
| Local             | Resultado | Visitante             | Estadio       | Fecha          |          |
| ----------------- | --------- | --------------------- | ------------- | -------------- | -------- |
| Sportivo Dock Sud | 1 - 1     | Fénix                 | Arsenal       | 9 de noviembre |          |
| San Telmo         | 2 - 1     | El Porvenir           | San Telmo     | 9 de noviembre |          |
| Colegiales        | 0 - 2     | Justo José de Urquiza | Colegiales    | 9 de noviembre |          |
| Sarmiento         | 0 - 0     | Almirante Brown       | Sarmiento     | 9 de noviembre |          |
| Villa Dálmine     | 3 - 3     | Deportivo Italiano    | Villa Dálmine | 9 de noviembre |          |

| Fecha 15              | Fecha 15  | Fecha 15           | Fecha 15         | Fecha 15        | Fecha 15 |
| Local                 | Resultado | Visitante          | Estadio          | Fecha           |          |
| --------------------- | --------- | ------------------ | ---------------- | --------------- | -------- |
| Fénix                 | 1 - 2     | Deportivo Italiano | Fénix            | 16 de noviembre |          |
| Almirante Brown       | 0 - 0     | Villa Dálmine      | Liniers          | 16 de noviembre |          |
| El Porvenir           | 2 - 2     | Colegiales         | El Porvenir      | 16 de noviembre |          |
| Sportivo Dock Sud     | 0 - 2     | San Telmo          | Arsenal          | 16 de noviembre |          |
| Justo José de Urquiza | 2 - 0     | Sarmiento          | Estudiantes (BA) | 16 de noviembre |          |

| Fecha 16           | Fecha 16  | Fecha 16              | Fecha 16           | Fecha 16        | Fecha 16 |
| Local              | Resultado | Visitante             | Estadio            | Fecha           |          |
| ------------------ | --------- | --------------------- | ------------------ | --------------- | -------- |
| San Telmo          | 5 - 0     | Fénix                 | San Telmo          | 23 de noviembre |          |
| Colegiales         | 2 - 0     | Sportivo Dock Sud     | Colegiales         | 23 de noviembre |          |
| Sarmiento          | 2 - 2     | El Porvenir           | Sarmiento          | 23 de noviembre |          |
| Villa Dálmine      | 4 - 0     | Justo José de Urquiza | Villa Dálmine      | 23 de noviembre |          |
| Deportivo Italiano | 1 - 1     | Almirante Brown       | Ferro Carril Oeste | 23 de noviembre |          |

| Fecha 17              | Fecha 17  | Fecha 17           | Fecha 17         | Fecha 17        | Fecha 17 |
| Local                 | Resultado | Visitante          | Estadio          | Fecha           |          |
| --------------------- | --------- | ------------------ | ---------------- | --------------- | -------- |
| Fénix                 | 0 - 4     | Almirante Brown    | Fénix            | 30 de noviembre |          |
| Justo José de Urquiza | 1 - 3     | Deportivo Italiano | Estudiantes (BA) | 30 de noviembre |          |
| El Porvenir           | 0 - 3     | Villa Dálmine      | El Porvenir      | 30 de noviembre |          |
| San Telmo             | 2 - 0     | Colegiales         | San Telmo        | 30 de noviembre |          |
| Sportivo Dock Sud     | 0 - 0     | Sarmiento          | Arsenal          | 30 de noviembre |          |

| Fecha 18           | Fecha 18  | Fecha 18              | Fecha 18           | Fecha 18       | Fecha 18 |
| Local              | Resultado | Visitante             | Estadio            | Fecha          |          |
| ------------------ | --------- | --------------------- | ------------------ | -------------- | -------- |
| Colegiales         | 2 - 1     | Fénix                 | Colegiales         | 7 de diciembre |          |
| Sarmiento          | 0 - 1     | San Telmo             | Sarmiento          | 7 de diciembre |          |
| Villa Dálmine      | 4 - 2     | Sportivo Dock Sud     | Villa Dálmine      | 7 de diciembre |          |
| Deportivo Italiano | 1 - 2     | El Porvenir           | Ferro Carril Oeste | 7 de diciembre |          |
| Almirante Brown    | 4 - 0     | Justo José de Urquiza | Liniers            | 7 de diciembre |          |

| 1. 2. |